# Pomatoschistus norvegicus
Pomatoschistus norvegicus е вид бодлоперка от семейство Попчеви (Gobiidae). Видът не е застрашен от изчезване.

## Разпространение и местообитание
Разпространен е в Босна и Херцеговина, Великобритания (Северна Ирландия), Гърнси, Гърция, Дания, Ирландия, Испания, Италия, Ман, Мароко, Норвегия, Словения, Франция, Хърватия и Швеция.
Среща се на дълбочина от 18 до 116 m, при температура на водата около 7,5 °C и соленост 34,7 ‰.

## Описание
На дължина достигат до 8 cm.